# Ralph Abercromby

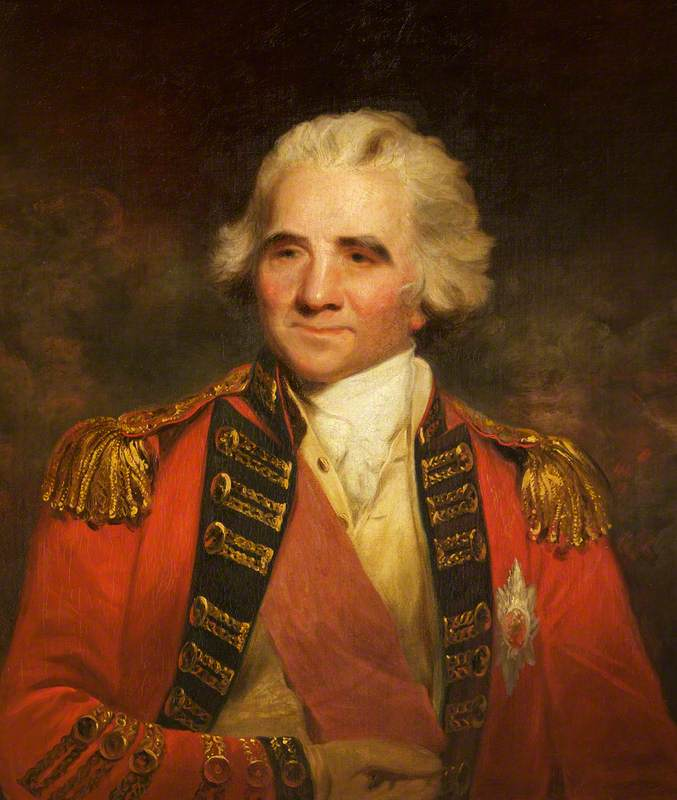
Ralph Abercromby

Sir Ralph Abercromby (uneori scris și Abercrombie, n. 7 octombrie 1734 - d. 28 martie 1801) a fost un militar și om politic scoțian.
În cadrul Armatei britanice, a ajuns până la gradul de general-locotenent și s-a remarcat în timpul Războaielor napoleoniene.
De asemenea, a fost guvernator al statului Trinidad.